# Бабинец, Сергей Сергеевич
Бабине́ц Серге́й Серге́евич (род. 10 декабря 1988, село Тоцкое, РСФСР, СССР) — юрист, российский правозащитник, руководитель Команды против пыток, российской правозащитной организации, занимающейся общественным расследованием дел о применении пыток.

## Биография
Родился 10 декабря 1988 года в селе Тоцкое Тоцкого района Оренбургской области, Российской Федерации.

## Образование
В 2011 году закончил оренбургский филиал Московской государственной юридической академии, по образованию юрист с уголовно-правовой специализацией.

## Правозащитная деятельность
Сергей Бабинец начал работать в оренбургском отделении Межрегиональной общественной организации «Комитет против пыток» в 2011 году. В 2013 году был руководителем её оренбургского филиала.
С 2014 по 2017 год руководил московским филиалом организации, который открыл совместно с юристом-правозащитником Дмитрием Пискуновым. В период с 2017 по 2019 год руководил отделом расследований нижегородского филиала Комитета. С 2019 по 2021 год возглавлял оренбургское отделение организации.
В декабре 2021 года Сергей Бабинец избран председателем МРОО «Комитет против пыток». В феврале 2022 года возглавил организацию, сменив на этом посту Игоря Каляпина.
10 июня 2022 года Министерство юстиции Российской Федерации внесло «Комитет против пыток» в реестр общественных объединений без образования юридического лица, осуществляющих функции иностранного агента. 11 июня 2022 года единогласным решением общего собрания членов МРОО «Комитет против пыток» организация была ликвидирована. 12 июня 2022 года создана МРОО «Команда против пыток», члены которой продолжили работу по делам, ранее находящимся в работе Комитета против пыток. Руководителем Команды был избран Сергей Бабинец.
Сергей Бабинец неоднократно участвовал в мониторинге митингов в Оренбурге с целью фиксации возможных нарушений прав человека.

### Работа на Северном Кавказе
В период с декабря 2011 года по сентябрь 2022 года неоднократно принимал участие в работе Сводной мобильной группы Российских правозащитных организаций в Чеченской Республике, а позднее в работе северокавказского филиала МРОО «Комитет против пыток», в общей сложности проработав на Северном Кавказе более одного года.
13 декабря 2014 года находился в Грозном, когда неизвестные подожгли офис Сводной мобильной группы и похитили часть дел. Власти Чечни обвинили правозащитников в инсценировке поджога и попытке привлечь к себе внимание. Утром следующего дня правозащитники приехали в дом, где находился сгоревший офис, а также соседняя по лестничной клетке квартира, где члены Сводной мобильной группы жили во время работы в регионе (эта вторая квартира при пожаре не пострадала). После осмотра сгоревшего офиса правозащитники вызвали полицию, чтобы написать на месте заявление о преступлении. Два сотрудника правоохранительных органов, приехавшие по вызову, начали проводить в квартире обыск, отобрав личные вещи, в том числе ноутбуки, фотоаппараты и накопители памяти, действуя без ордера. Часть техники позднее была возвращена. Офис был восстановлен, но, спустя полгода, вновь подвергся нападению.
В 2020 году КПП защищал права Салмана Тепсуркаева, модератора чата Telegram-канала «1Adat» о нарушениях прав человека в Республике Чечня. Правозащитники направили жалобу по делу Тепсуркаева в ЕСПЧ. В 2021 году Суд установил, что российские власти несут ответственность за похищение и жестокое обращение с Тепсуркаевым, а также назначил Салману компенсацию в 26 000 евро. На момент вынесения решения ЕСПЧ Салман Тепсуркаев был жестоко убит чеченскими правоохранителями.
20 января 2022 года представители правоохранительных органов Чеченской Республики напали на правозащитников Сергея Бабинца, Олега Хабибрахманова и Наталью Добронравову, когда те оказывали юридическую помощь своим подзащитным в Нижнем Новгороде. Во время нападения Зарему Мусаеву, мать правозащитника Абубакара Янгулбаева, похитили представители чеченской полиции. Организация Front Line Defenders считает, что эти нападения и похищение связаны с правозащитной деятельностью пострадавших.

### Выдвижение в члены общественных наблюдательных комиссий
Четырежды (в 2016, 2018, 2020 и в 2022 годах) Сергей Бабинец выдвигался общественными организациями в члены общественных наблюдательных комиссий г. Москвы (2016 год), Нижегородской области (2018 и 2022 годы), Оренбургской области (2020 год). Несмотря на то, что Сергей Бабинец подходил под формальные требования, он ни разу не был избран членом ОНК. Причины отказа в выдаче мандата не назывались.

## Участие в публичных акциях

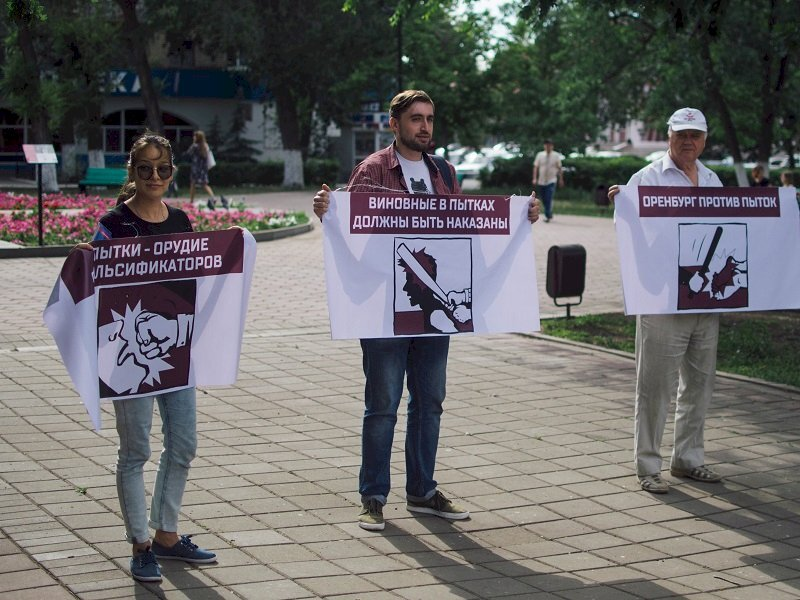
Сергей Бабинец на митинге против пыток в Оренбурге в 2019 году

Неоднократно принимал участие в пикетах, организованных в день поддержки жертв пыток 26 июня в городах присутствия КПП.

## Публичные выступления и авторские тексты
В 2012 году Сергей Бабинец читал лекции о правах человека сотрудникам полиции в Ингушетии. В 2015 году комментировал отзыв законопроекта о допуске Общественной наблюдательной комиссии в конвойные помещения судов на сайте Комитета против пыток.
Сергей Бабинец выступал и публиковался на сайте и радиостанции «Эхо Москвы». В 2019—2021 годах был ведущим утреннего эфира «Эха» в Оренбурге.
Осенью 2022 года был спикером Варшавской конференции по человеческому измерению.
В октябре 2022 года участвовал в Дублинской платформе для правозащитников. Платформа проводится раз в два года и дает возможность подвергающимся опасности правозащитникам собраться вместе, чтобы поделиться опытом, обменяться знаниями, обсудить существенные вопросы и встретиться с теми, кто принимает решения в правительствах и межправительственных органах.

## Интервью
- Почему в России пытают / Why They Torture People in Russia // YouTube фильм российского журналиста Юрия Дудя о пытках в России.
- «В обществе существует запрос на пытки» «Европейско-Азиатские новости» // 17.12.2021
- «Пытки, словно метастазы, проросли сквозь всю систему» RTVI // 29.06.2022
- Возможна ли нормальная жизнь в обществе, где пытки — часть системы? // 24.03.2023